# Eugene Mack
Eugen Mack (Arbon, Suiza, 21 de septiembre de 1907-Basilea, Suiza, 29 de octubre de 1978) fue un gimnasta artístico suizo doble campeón olímpico en 1928 en el ejercicio de salto de potro y equipos.

## Carrera deportiva
En las Olimpiadas de Ámsterdam 1928 gana el oro en salto de potro y en el concurso por equipos, quedando los suizos por delante de los checoslovacos y yugoslavos. Asimismo logras el bronce en la prueba de barra fija, tras su compatriota Georges Miez y el italiano Romeo Neri.
En los JJ. OO. de Berlín 1936 logra un total de cinco medallas, cuatro de plata y una de bronce, en las siguientes pruebas: plata en caballo con arcos —tras el alemán Konrad Frey—, plata en equipo —tras los alemanes y por delante de los finlandeses—, plata en salto —tras el alemán Alfred Schwarzmann—, plata en barra horizontal —tras el finlandés Aleksanteri Saarvala— y bronce en suelo, tras sus compatriotas suizos Georges Miez y Josef Walter.
Por último, en el Mundial celebrado en Praga en 1938 logró el bronce en la general individual —tras los checoslovacos Jan Gajdoš y Jan Sládek—, la plata por equipos —tras Checoslovaquia y delante de Yugoslavia— y el bronce en suelo, tras los checoslovacos Jan Gajdos y Alois Hudec.